# 臺灣海峽危機

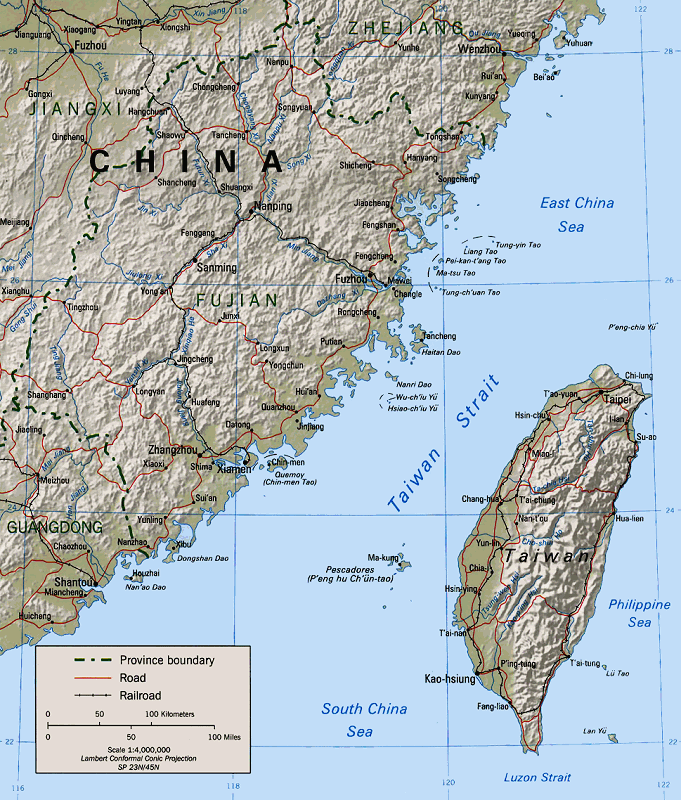
臺灣海峽

台灣海峽危機是指第二次國共內戰後，控制中国大陆的中華人民共和國政府与控制臺澎金馬的中華民國政府两个政权，双方相隔台灣海峽，在高度紧张的军事政治气氛下，因发生軍事演習、軍備競賽等多种对峙，甚至发生了一系列军事冲突，而最終有可能引發全面戰爭的潛在危機。一般認知雙方發生過3次軍事危機，但最終均僅止於地區性的軍事行動或未實施的計畫。

## 背景
1949年在第二次国共内战中，军事失利的中华民国政府退守台湾。1950年西昌战役结束，中华民国政府失去最后一个控制的大陆省份——西康省。两岸分治的局面开始形成。1955年1月，解放军发起一江山岛战役，中华民国政府撤退大陳島居民。中華人民共和國與中華民國在此后虽然仍有冲突，但双方实际控制区未有变化。

## 歷次危機

### 第一次臺灣海峽危機（1954－1955）
1954年9月3日，中國人民解放軍對駐守金門的中華民國國軍發動了榴弹炮突擊。1955年1月18日，解放軍華東軍區部隊由軍區參謀長張愛萍統一指揮攻佔一江山島，是解放軍首次陸、海、空三軍的協同作戰。至當日下午5時30分，經過一天戰鬥，解放軍佔領該島，中華民國國軍一江山指揮官王生明將軍引爆手榴彈自杀。2月8日至2月11日，美國海軍與中華民國海軍將大陳島軍民船運撤退至台灣。在美國總統德怀特·艾森豪威尔表示不排除在遠東使用戰術核武器後，周恩來聲明願意與美國談判緩和遠東局勢的問題，結束了第一次台海危機。

### 第二次臺灣海峽危機（1958）
1958年8月23日，中國人民解放軍對駐守金門的國軍部隊發動了榴弹炮突擊，在四十四天內向金門射擊砲彈幾近五十萬發。金门防衛司令部副司令官吉星文、趙家驤、章傑等战死。1958年9月2日，中華民國海軍沱江號完成運補作業後，后於金門料羅灣附近外海遭解放軍魚雷艇包圍與猛烈攻擊，幾乎沉沒。9月11日，駐守金門的國軍開砲擊毀廈門站。9月22日，美國所支援的八吋大口徑巨炮由中華民國海軍運抵金門。美國緊急運送AIM-9響尾蛇飛彈給台灣部隊，造成解放軍空軍的損失，結果解放軍封鎖金門的嘗試失敗。10月10日，发生雙十馬祖空戰，这是1958年台海空战中，双方最后一次大规模战斗。

### 國光計劃期間（1961－1972）
1962年，適逢中華人民共和國推行的大躍進失敗，整體國力虛弱之時，中華民國總統蔣中正急欲趁此时反攻大陸。一方面，開始積極調整軍隊部署，高呼反攻在即的口號。另一方面，仍徵詢美國意見，希望得到支持。但是，除海威行動外，並未將計劃付諸實施。

#### 海威行動
海威行動發生於國光計畫期間。
1961年，中華民國國防部情報局局長葉翔之開始策畫「海威」行動，即將特種作戰、情報人員空投到中國大陸秘密行動。蔣中正認為：「如果空投3,000－5,000人的突擊隊，斷然可以在大陸點燃推翻中共暴政的革命運動。」
1962年，蔣中正研判：在5、6月間大陸逃港難民最高潮之際，閩粵洪水成災交通斷絕時，在「鎮海附近將軍澳登陸反攻」是反攻大陸的最佳選擇。於是，他要求美方提供5架C-123運輸機、16架B-57轟炸機、20－25艘坦克登陸艇，以支持國軍小股部隊在香港附近登陸。白宮決定推遲半年交付。10月，中華民國與美國聯合舉行「天兵二號」空降作戰軍演。12月29日，9支國軍武裝部隊空降廣東沿海，次月1日在廣東建立基地。1963年11月19日，反共游擊隊分兩批在福建霞浦海尾與南日島登陸。
中華人民共和國方面資料顯示，從1962年10月至1965年1月，「共殲滅國民黨武裝特務40股，594人」。到1965年，參與「海威」行動的1,800名國軍，只有不到三分之一生還。
往後，除1965年間偶發的東引海戰、東山海戰和烏坵海戰之外，亦未有正式交戰的行動。

### 第三次臺灣海峽危機（1995－1996）
1995年5月22日，美国总統比爾·克林顿决定允许時任中華民國總統的李登辉于当年6月的第一周到美进行「非官方的、私人的访问」，参加康奈尔大学的毕业典礼，打破了将近17年從未有中華民國最高层领导访美的慣例。李登輝也因此成為首位訪美的中華民國總統。中华人民共和国政府认为美国違反中美三個聯合公報，于1995年7月和1996年3月，进行了两次大规模导弹实弹发射演习，并推迟第二轮“汪辜会谈”。期間江澤民等中央軍委高層曾親臨現場觀看演習。
1996年李登辉领导下的中華民國政府认为中华人民共和国以對臺灣南北海域飛彈試射以及軍事演習嚇阻並試圖干涉中華民國首次民選總統大選，為此美國派遣第七艦隊航空母艦戰鬥群協防台灣海峽。中華民國人民以過半數投選票讓李登輝成功連任，順利完成總統直接民選。之后，危机逐渐降温。

### 1999年台灣海峽危機
李登輝總統在1999年接受德国之声專訪，提出兩國論，引發中華人民共和國不滿。在1999年下半年開始，至2000年總統大選之間，中國發動一系列對台軍演，中國軍機逼進海峽中線。中華人民共和國在2000年發布「一個中國的原則與台灣問題」，提出對台動武條件。如果台灣拒絕統一，江澤民警告將對台灣進行激烈手段。新聞媒體也稱這次危機為兩國論危機。

### 2004年台灣海峽危機
陳水扁在2004年大選中勝選，連任中華民國總統。中華人民共和國進行軍事演習，對台灣施壓，曾引發台灣股市大跌。

### 2022年台湾海峡局势紧张
有部分媒體與學者將2022年環台軍事演練稱爲第四次臺海危機，但此觀點未得到两岸雙方的共識，中国大陆政府亦不承認此一說法。

## 推演
美国华府智库战略与国际研究中心（CSIS）2023年1月9日以“下次战争的首场战役”（The First Battle of the Next War）为题，公布了一份针对台海战争兵棋推演的报告，该报告针对中国侵台的成功机会、代价等，进行了24次兵推。CNN基于报告中多数的推演结果得出的结论认为，如果美国、日本对中国大陆武力统一台湾进行军事干预，中国大陆的企图将失败并使海军受到严重损失，但美、日、台的军队等也将遭受重创。报告认为，鉴于这种局面，中国更可能选择经济或外交而非军事手段来对抗台湾。

### 引用
1. ↑  . The American Presidency Project. March 16, 1955  [2024-05-15]. （原始内容存档于2024-01-28）.
2. ↑  . The New York Times. 1955年3月17日  [2024年5月15日]. （原始内容存档于2024年5月8日）.
3. ↑  . 中华人民共和国外交部.   [2024-05-15]. （原始内容存档于2024-05-15）.
4. ↑  蔣介石侍衛長出書 披露62年反攻大陸歷史 的存檔，存档日期2007-12-05.，新浪網
5. ↑  港刊：台軍新書揭秘蔣介石當年「反攻大陸」計劃 （页面存档备份，存于），人民網
6. ↑  臺軍方公佈50年前反攻大陸的絕密“國光計劃” （页面存档备份，存于），中華網
7. ↑  彭品光. 王水村 , 编. . 台北: 大明王氏出版有限公司. 1971-01-01.
8. ↑  中華民國教育部. . 台北: 國立編譯館. 民國80年4月.
9. ↑  林正義. . 遠景基金會季刊. 2012年10月, 13 (4).
10. ↑  八六海戰——成功的對台海上殲滅戰 （页面存档备份，存于），人民網
11. ↑  . 中国中央电视台. 《军旗飘飘——新中国50年军事大事述实》.   [2022-07-21]. （原始内容存档于2022-07-21） （中文（简体））. 中共中央总书记、国家主席、中央军委主席江泽民观看了这次海上演习。中共中央政治局常委、中央军委副主席刘华清上将，中央军委副主席张震上将、张万年上将、迟浩田上将……
12. ↑  陳柏廷. . 中國時報. 2022-11-30  [2016-05-06].
13. ↑  馮昭. . 中國時報. 2022-11-30  [2016-05-06].
14. ↑  張顯超〈從「兩國論」析主權爭執及兩岸前景〉，發表於《遠景基金會季刊》，第1卷第1期，頁19-50。
15. 1 2  . 中央通訊社. 2023-12-28  [2016-05-06].
16. ↑  程嘉文. . 聯合新聞網. 2019-04-02  [2022-06-13]. （原始内容存档于2019-04-03） （繁体中文）.
17. ↑  陳柔蓁. . 中國時報. 2022-08-03  [2016-05-06].
18. ↑  林新輝. . 聯合新聞網. 2022-08-03  [2022-08-06]. （原始内容存档于2022-08-06） （中文（臺灣））.
19. ↑  湯名暉. . 上報. 2022-08-03  [2022-08-06]. （原始内容存档于2022-08-06） （中文（臺灣））.
20. ↑  林泉忠.  (PDF). 二十一世紀. 2023-08, (198): 27-37  [2023-10-19]. （原始内容存档 (PDF)于2023-09-01）.
21. ↑  唐欣偉. . 戰略安全研析. 2022-12-01, (176). doi:10.30382/SSA.202210_(176).0004 （中文（臺灣））.
22. ↑  董立文. . The News Lens 關鍵評論網. 2022-08-14  [2023-10-19]. （原始内容存档于2022-12-03） （中文（臺灣））.
23. ↑  中央通訊社. . 中央社 CNA. 2022-08-07  [2023-10-19]. （原始内容存档于2023-04-18） （中文（臺灣））.
24. ↑  中央通訊社. . 中央社 CNA. 2022-08-09  [2023-10-19]. （原始内容存档于2022-12-02） （中文（臺灣））.
25. ↑  香港01. . ETtoday新聞雲. 2022-08-09  [2023-10-19]. （原始内容存档于2022-10-10） （中文（繁體））.
26. ↑  . CCTV节目官网. 2021-11-06  [2023-10-19].
27. ↑  . CCTV节目官网. 2021-11-08  [2023-10-19].
28. ↑  北京青年报. . news.sina.com.cn. 2021-11-07  [2023-10-19]. （原始内容存档于2024-01-25）.
29. ↑  . CSIS.   [2023-01-10]. （原始内容存档于2023-09-22）.
30. ↑  . 德国之声中文网.   [2023-01-10]. （原始内容存档于2023-03-27）.